# Chevy 500 2001
Chevy 500 2001 var ett race som var den trettonde och avslutande deltävlingen i Indy Racing League 2001. Racet kördes den 6 oktober på Texas Motor Speedway. Redan klare mästaren Sam Hornish Jr. tog sin tredje seger för säsongen, efter att ha passerat Scott Sharp i slutet av tävlingen. Robbie Buhl slutade på tredje plats i en oerhört tajt målgång. Hornish var 0,018 sekunder före Sharp i mål, medan Buhl fick ge sig med 0,046 sekunder.

## Slutresultat
| Plats | Förare           | Team                     | Grid |
| ----- | ---------------- | ------------------------ | ---- |
| 1     | Sam Hornish Jr.  | Panther Racing           | 1    |
| 2     | Scott Sharp      | Kelley Racing            | 3    |
| 3     | Robbie Buhl      | Dreyer & Reinbold Racing | 14   |
| 4     | Eliseo Salazar   | A.J. Foyt Enterprises    | 5    |
| 5     | Rick Treadway    | Treadway-Hubbard Racing  | 23   |
| 6     | Al Unser Jr.     | Galles Racing            | 7    |
| 7     | Airton Daré      | TeamXtreme               | 12   |
| 8     | Greg Ray         | A.J. Foyt Enterprises    | 13   |
| 9     | Jon Herb         | Racing Professionals     | 25   |
| 10    | Buzz Calkins     | Bradley Motorsports      | 11   |
| 11    | Laurent Redon    | Conquest Racing          | 24   |
| 12    | Billy Boat       | CURB/Agajanian Racing    | 4    |
| 13    | Anthony Lazzaro  | Sam Schmidt Motorsports  | 17   |
| 14    | Robby McGehee    | Cahill Racing            | 19   |
| 15    | Didier André     | Galles Racing            | 20   |
| 16    | Shigeaki Hattori | Vertex-Cunningham Racing | 15   |
| 17    | Buddy Lazier     | Hemelgarn Racing         | 2    |
| 18    | Eddie Cheever    | Cheever Racing           | 8    |
| 19    | Chris Menninga   | Hemelgarn Racing         | 22   |
| 20    | Jaques Lazier    | Team Menard              | 9    |
| 21    | Felipe Giaffone  | Treadway-Hubbard Racing  | 6    |
| 22    | Billy Roe        | Zali Racing              | 21   |
| 23    | Mark Dismore     | Kelley Racing            | 16   |
| 24    | Jeff Ward        | Heritage Motorsports     | 10   |
| 25    | Sarah Fisher     | Walker Racing            | 18   |